# 科拉 (密蘇里州)
科拉（英語：Cora），又名麥卡洛（McCullough），是位於美國密蘇里州沙利文縣的非建制地區。

## 歷史
科拉的郵局於1877年設立，其後於1957年停運。

## 地理
科拉所處的海拔為高於海平面240米（即787英呎），而該地所採用的時區為UTC-6，即北美中部時區（CST）。同時該地設有夏令時間，為UTC-6調快一小時，即UTC-5（CDT）。